# Amanda Fortier
Amanda Fortier (ur. 9 marca 1978 w Edmonton) – kanadyjska biegaczka narciarska. Była uczestniczką Mistrzostw świata w narciarstwie klasycznym w Ramsau (1999) i Lahti (2001), a także Zimowych Igrzysk Olimpijskich w Salt Lake City (2002).

## Osiągnięcia

### Igrzyska olimpijskie
| Miejsce | Dzień     | Rok  | Miejscowość    | Konkurencja                            | Czas biegu  | Strata       | Zwyciężczyni      |
| ------- | --------- | ---- | -------------- | -------------------------------------- | ----------- | ------------ | ----------------- |
| 34.     | 9 lutego  | 2002 | Soldier Hollow | 15 km stylem dowolnym (start masowy)   | 43:38,7 min | +3:44,3 min  | Stefania Belmondo |
| 8.      | 21 lutego | 2002 | Soldier Hollow | sztafeta 4 × 5 km                      | 50:49,6 min | +1:19,0 min  | Niemcy            |
| 28.     | 24 lutego | 2002 | Soldier Hollow | 30 km stylem klasycznym (start masowy) | 1:42:08,1 h | +11:11,0 min | Gabriella Paruzzi |

### Mistrzostwa świata
| Miejsce | Dzień     | Rok  | Miejscowość | Konkurencja             | Czas biegu  | Strata      | Zwyciężczyni      |
| ------- | --------- | ---- | ----------- | ----------------------- | ----------- | ----------- | ----------------- |
| 51.     | 19 lutego | 1999 | Ramsau      | 15 km stylem dowolnym   | 48:16,5 min | +9:27,5 min | Stefania Belmondo |
| 54.     | 22 lutego | 1999 | Ramsau      | 5 km stylem klasycznym  | 14:53,6 min | +2:03,8 min | Bente Skari       |
| 45.     | 23 lutego | 1999 | Ramsau      | 15 km bieg łączony      | 47:43,5 min | +5:15,6 min | Stefania Belmondo |
| 50.     | 20 lutego | 2001 | Lahti       | 10 km stylem klasycznym | 30:40,3 min | +3:44,8 min | Bente Skari       |

### Mistrzostwa świata juniorów
| Miejsce | Dzień       | Rok  | Miejscowość | Konkurencja             | Czas biegu  | Strata      | Zwyciężczyni         |
| ------- | ----------- | ---- | ----------- | ----------------------- | ----------- | ----------- | -------------------- |
| 35.     | 31 stycznia | 1996 | Asiago      | 5 km stylem klasycznym  | 16:38,3 min | +1:36,5 min | Maija Puukilainen    |
| 8.      | 4 lutego    | 1996 | Asiago      | 15 km stylem dowolnym   | 46:41,3 min | +2:48,4 min | Julija Czepałowa     |
| 37.     | 12 lutego   | 1997 | Canmore     | 5 km stylem klasycznym  | 16:16,7 min | +1:48,0 min | Kristina Šmigun-Vähi |
| 23.     | 16 lutego   | 1997 | Canmore     | 15 km stylem dowolnym   | 46:23,3 min | +2:37,6 min | Kristina Šmigun-Vähi |
| 55.     | 21 stycznia | 1998 | Pontresina  | 5 km stylem dowolnym    | 15:41,6 min | +1:38,4 min | Katrin Šmigun        |
| 60.     | 25 stycznia | 1998 | Pontresina  | 15 km stylem klasycznym | 54:44,7 min | +6:19,1 min | Hilde Glomsås        |